# Спомен-парк Чачалица
Спомен-парк Чачалица се налази на истоименом брду, надморске висине 200m, изнад  Пожаревца. Брдо припада венцу Сопотској греди која представља  последњи обронак Карпата. Сам парк обухвата 28 хектара и омиљено је излетиште Пожаревљана. У парку се налазе три споменика и неколико спомен-плоча.
Парк заузима битно место у урбаној структури града са више од 190 дендролошких врста и 95.000 садница.

## Историја
Пре 300 година на овом месту се налазило мочварно, непроходно подручје о чему сведоче турски списи. У историјским записима помиње се и као место где је сахрањен Јован Вукомановић, брат кнегиње Љубице, који је погинуо у борби за Пожаревац 1815. године. Kњегиња Љубица посадила је крај његовог гроба јаблан и јелу, као симбол љубави брата и сестре.
Чачалица је имала и стратешки значај у одбрани овог дела Србије од Аустроугара и Немаца. Српски војници су са овог положаја топовима и митраљезима бранили Србију у Првом светском рату.
У Другом светском рату је постала брдо смрти – костурница. Шума је посечена, а Чачалица је оголела. Окупатор је на брду стрељао на хиљаде незнаних бораца за слободу. 
Након рата почело је масовно пошумљавање од стране средњошколаца Пожаревачке гимназије. Године 1958. су прокопани одводни канали којима је одвођен вишак воде са овог места чиме је флора постала бујнија, а простор добија на значају и постаје интересантна оаза за одмор и рекреацију Пожаревљана. Меморијални комплекс посвећен жртвама Другог светског рата и антифашистичкој борби формиран је 1962. године.
Спомен-парк Чачалица је проглашен за „Знаменито место” 1973. године, а 1979. године постао је и културно добро од „Великог значаја”.
Године 1997. почела је градња Еколошког дома површине 392 квадрата. Објекат није био у функцији све до 2018. године када је, након реконструкције крова, поверен Центру за културу на коришћење и управљање.

## Споменици и спомен плоче

### Споменик стрељаним родољубима 1941-1944
На месту споменичког комплекса је у току Другог светског рата стрељано око 3.000 симпатизера НОП-а и заробљених партизана. Првобитно је овде 1944. године био подигнут један велики и осам мањих крстова. Први споменик на Чачалици стрељаним борцима и родољубима подигнут је 1953. године. Овај споменик је био висок 4 метара и направљен у облику пирамиде. Након њега је 07.07.1954. године уместо првог, подигнут други споменик од камена, на чијем врху се налазила петокрака. Овај споменик је стајао све до 1963. године када је срушен. Садашњи споменик, чији су аутори архитекта Братислав Стојановић из Београда и вајар Станислав Мићић из Загреба, откривен је 1962. године. Изграђен је од  белог аранђеловачког мермера са пушчаним удубљењима и партизанским симболима, а у његовој позадини се налази армирани бетонски зид који симболизује зид смрти.

### Спомен-костурница палих бораца Црвене армије 1944. године
Спомен-костурница у којој је сахрањен 441 борац Црвене армије откривена је 1962. године. Пројекат костурнице урадио је архитекта Братислав Стојановић. У њу су пренета тела црвеноармејаца погинулих 1944. године на подручју од Рудне главе до Младеновца. Симболично је 1967. године овде засађена 441 бела бреза донета из Подмосковља у Русији. Испред и над самом костурницом се налази црвена алеја где су Горани засадили црвене руже које симболично приказују проливену крв за слободу и бољу будућност.

### Споменик слободе и победе над фашизмом „Звезда”
Трећи споменик у овом меморијалном парку подигнут је 1985. године у част победе над фашизмом. Аутор споменика „Звезда” је вајар Милорад Тепавац. Висок је 32 метара, а његова метална конструкција тешка је 62 тоне. Постављен је на дебелој армирано-бетонској плочи из које на пет кракова полазе металне цеви. 

### Спомен-плоча страдалим Јеврејима
Грађани Пожаревца су 2009. години поставили спомен-плочу у знак сећања на суграђане јеврејске националности страдале у холокаусту. На плочи су уклесана имена 27 страдалих Јевреја из Пожаревца. Највише њих стрељано је 9. децембра 1941. године на Бањици а неки су ликвидирани на београдском Сајмишту.